# Памятные монеты Польши
Данная статья является обобщающей все сведения о памятных монетах Республики Польша, выпущенных Национальным Банком Польши с 1990 года.
На данный момент Национальным Банком Польши выпущены в обращение памятные монеты следующих номиналов:

## монеты номиналом 2 zł
Памятные монеты номиналом 2 злотых выпускались Национальным банком Польши с 1995 года по 2014 год. За время выпуска использовались 2 типа сплавов: в 1995 году монеты выпускались из медно-никелевого сплава, а с 1996 года применяется сплав недрагоценных металлов «Северное Золото (Нордик Голд)».

## монеты номиналом 5 zł
Памятные монеты номиналом 5 злотых выпускаются Национальным банком Польши с 2014 года по сегодняшний день (данные на 16 марта 2015 года). Монета является  биметаллической, и выпускается из недрагоценных металлов.

## монеты номиналом 10 zł
Монеты 10 злотых (польск. 10 zł) выпускаются Национальным Банком Польши из серебра 925й пробы с 1998 года по настоящее время. Все монеты обязательны к приему в качестве платежного средства по их номиналу. Реальная рыночная стоимость монет в несколько раз превышает номинальную.